# Rèves
Rèves is een dorp in de Belgische provincie Henegouwen, en een deelgemeente van de Waalse gemeente Les Bons Villers.
Rèves was een zelfstandige gemeente, tot die bij de gemeentelijke herindeling van 1977 toegevoegd werd aan de gemeente Les Bons Villers.
In het dorp zijn er meerdere grotere gehuchten:
- Rèves-Station
- Sart-à-Rèves
- Wattimez
- Odoumont
- Revioux

## Bezienswaardigheden
- De Sint-Remigiuskerk (Église Saint-Rémy) is een classicistisch kerkgebouw van 1776. De kerk bezit een 16e-eeuws granieten doopvont.
- Het Kasteel van Rèves werd in 1754 gebouwd op de plaats waar eerst een middeleeuws kasteel stond. Later vonden er verbouwingen plaats en vestigde het Institut Sainte-Marie zich in het gebouw en werd het een klooster met een school.

## Natuur en landschap
De Rampe en de Ruisseau de Sart-Rèves stromen in zuidelijke richting  om bij Luttre in het Kanaal Charleroi-Brussel te vloeien. De hoogte aan de kerk bedraagt 141 meter,

## Demografische ontwikkeling
- Bronnen:NIS, Opm:1831 tot en met 1970=volkstellingen, 1976= inwoneraantal op 31 december

## Nabijgelegen kernen
Sart-à-Rèves, Houtain-le-Val, Frasnes-lez-Gosselies